# Introducing... Janet
Introducing... Janet är en kanadensisk TV-film från 1983, och är en av skådespelaren Jim Carreys första filmer.

## Handling
Janet är en överviktig flicka som har förmågan att få de andra barnen på skolan att skratta genom att skämta om sin egen vikt. När hon ser de andra barnens reaktioner får hon känslan av att hon kan ha det som behövs för att bli komiker.

## Rollista (urval)
- Lynne Deragon - Judith
- Adah Glassbourg - Janet Taylor
- Ann-Marie MacDonald - Merilee
- Jim Carrey - Tony Moroni

## Musik i filmen
- Music, framförd av Silk Stockings